# Putesjestvije s domasjnimi zjivotnymi
Putesjestvije s domasjnimi zjivotnymi (russisk: Путешествие с домашними животными) er en russisk spillefilm fra 2007 af Vera Storozjeva.

## Medvirkende
- Ksenija Kutepova som Natalja
- Dmitrij Djuzjev som Sergej
- Jevgenij Knjazev
- Anna Mikhalkova som Klavdija
- Vadim Afanassiev